# Cosio di Arroscia
Cosio di Arroscia är en ort och kommun i provinsen Imperia i regionen Ligurien i Italien. Kommunen hade 196 invånare (2018).